# Morés (etnia)
Os Morés (ou simplesmente Moré) são um povo nativo que habitava a região do Rio Guaporé na fronteira entre o Brasil (Rondônia) e a Bolívia. Hoje habitam as comunidades de Monte Azul e Vuelta Grande, no município de Puerto Siles, na vertente boliviana do rio Mamoré.

## No Século XVIII
Tratava-se de uma etnia distinta, mas aparentada dos Baurés.
Em 1742, parte deles passou a residir na missão jesuítica de Santa Rosa de Mojo, fundada por Atanásio Teodoro, no Rio Guaporé.
Em 1743, foi publicado um relato de João Gonçalves Pereira que afirmava que esse grupo habitava nas margens do Rio Guaporé (que corre de leste para oeste) a oeste do território habitado pelos Urumus e Aricorones, a leste do território ocupado pelas missões jesuíticas entre os Mojos e ao norte do território ocupado pelas missões jesuíticas entre os Baurés.
Segundo Pereira, aquele povo:
- dedicava-se à agricultura, plantando milho pururuca, que é uma variedade mais mole que a mais utilizada em Mato Grosso na época, bananas, mamões, amendoins, batatas e tabaco;
- tinham criações de patos, marrecos, galinhas, além de e outros pássaros e aves silvestres;
- utilizavam canoas de buriti, e outras de pau, muito pequenas, mas não utilizavam remos, navegavam em águas rasas, impulsionando a embarcação com varas que tocavam o solo submerso;
- utilizavam uma linguagem diferente das tribos vizinhas (Guaraiutás e Urumus), mas conseguiam se comunicar com os vizinhos;
- eram inimigos das tribos vizinhas;
- utilizavam setas envenenadas;
- muitos deles habitavam na redução jesuítica de São Miguel, onde muitos eram batizados e catequisados;
- usavam vestimentas feitas de entrecasca de árvore, pintadas com tintas naturais.

No século XVIII, muitos integrantes dessa etnia habitaram nas missões jesuíticas de San Simón, San Judas e San Miguel, que foram posteriormente destruídas. A maioria dos 4.000 habitantes da missão de São Miguel (localizada nas proximidades da foz do Rio Blanco, que deságua no Rio Guaporé) eram Morés. Alguns habitantes da redução de
Santa Rosa de Itenes (destruída em 1742) também eram Morés.
Nas margens do Rio Mamoré, estavam situados próximos à Missão de Exaltação e, em 1884, muitas famílias cruzaram o rio e juntaram-se ao grupos dos Chacobos e Sinabo".
Em 1935, Heinrich Snethlage fez contato com os Morés (também conhecidos como: Itenes ou Muris, que se autodenominavam como Itoreauhip.

## Informações mais recentes
Estudos posteriores afirmaram que eles habitaram no triângulo formado pelos rios Mamoré, Guaporé, Machupo e Itonomas e Branco.
Suas aldeias eram distantes umas das outras e muitas delas só eram ocupadas periodicamente.
Cada família era proprietária de um campo de cultivo, o qual pertencia nominalmente a um cabeça da família. Cultivavam milho, mandioca doce, batata doce, cará (inhame), bananas, mamão, abacaxi, algodão.
Possuíam ainda muitos animais, especialmente passarinhos, para os quais eles faziam pequenas gaiolas.
Para esse povo, o consumo de carne de veado era um tabu. Também coletavam ovos de tartaruga e jacaré e pescavam utilizando arcos, flechas, cestas cônicas (feitas de folha de palmeira), ou ainda com veneno de trepadeira que funcionam como um sedativo para os peixes.
Suas malocas de palha eram suportadas por duas filas de postes de madeira e geralmente encontravam-se próximas às suas roças. O lado aberto da maloca, bem como o telhado, eram cobertos com folhas de palmeira motacu. Nestas grandes malocas habitavam até oito famílias. Suas redes eram confeccionadas com fios de algodão ou fibras, e os bancos de madeira eram utilizados, principalmente, como acessórios cerimoniais.
Costumavam perfurar a parte superior e inferior dos lábios para inserir de pequenas peças madeiras, penas, e, às vezes, tembetás (labret) de resina.
Homens e mulheres costumavam passar um pequeno toco de madeira através do septo nasal (narigueira), que atuava como um talismã contra doenças. Pequenos tocos de madeira ou penas eram também inseridos nos lóbulos das orelhas ou presos em seus cabelos por uma faixa da tipoia.
A cerâmica era misturada às cinzas de uma espécie de esponja que flutuava na floresta inundada, que continham spículas de cálcio, que conferiam maior resistência ao barro. Os vasos de cerâmica eram ornamentados com pedaços de conchas e polidos com seixos. Depois que o barro estava endurecido, as peças eram postas para secar no fogo e, depois, eram pintadas.
Os principais tipos de vasos eram tigelas e jarros grandes.
Os trabalhos com palha incluíam esteiras, peneiras, abanadores, mochilas e cestas retangulares.
Realizavam também trabalhos na madeira com dentes de piranha e ossos de pássaros. Suas armas eram o arco (obtido de uma forte palmeira) e flechas (uma para caçar pássaros e outra para peixes).
Os xamãs tinham forte influência na população.
Em 1963, observou-se que maior parte deles habitava no lado brasileiro do Rio Guaporé, enquanto que uma minoria morava do lado boliviano; mas um levantamento mais recente, feito pelo Conselho Indigenista Missionário (Cimi), indicou que não existiam mais integrantes desse povo em território brasileiro, estando seus remanescentes habitando na Bolívia.